# Camera dei rappresentanti del popolo
La Camera dei rappresentanti del popolo (in indonesiano: Dewan Perwakilan Rakyat - DPR), o Consiglio rappresentativo del popolo, è una delle due camere che compongono l'Assemblea consultiva del popolo (Majelis Permusyawaratan Rakyat - MPR) dell'Indonesia.

## Composizione
Essa è composta da 580 membri (eletti con sistema proporzionale e liste di partito; con sbarramento del 2,5%), che restano in carica per un quinquennio. Sono previste quattro sessioni annuali per un periodo che copre i tre mesi.

## Funzioni
Spetta alla Camera dei rappresentanti il potere di legiferare, di determinare il bilancio e di verificare l’applicazione delle leggi da parte del governo.
L’iniziativa legislativa spetta ai membri della Camera dei rappresentanti del popolo (almeno 10), nonché al Governo. Il procedimento legislativo prevede una prima lettura in Commissione, senza votazioni, e una seconda lettura in aula per l’approvazione. La legge, una volta approvata, è promulgata dal Presidente della Repubblica.